# Página de códigos 850
La página de códigos 850 de IBM PC o MS-DOS, a menudo abreviado CP850 (del inglés, code page) u OEM850 (original equipment manufacturer),  es una extensión de ASCII, a veces denominada "Europa occidental" o Multilingual latin 1.
Fue ampliamente reemplazada por Windows-1252 (a veces confundida con ISO 8859-1), posteriormente por UCS-2 y finalmente con UTF-16.
CP850 se diferencia de CP437 en que varios caracteres empleados para el dibujo de cuadros, así como letras griegas y otros fueron reemplazados por caracteres latinos con diacríticos requeridos por idiomas como el español.
Los glifos de los caracteres para los estándares ASCII e ISO 8859-1 (Latin-1) se muestran en las celdas de color.
|    | —0                | —1         | —2         | —3         | —4         | —5         | —6         | —7         | —8         | —9         | —A         | —B         | —C          | —D         | —E         | —F            |
| 0- | "Nulo" 0000 0     | ☺ 263A 1   | ☻ 263B 2   | ♥ 2665 3   | ♦ 2666 4   | ♣ 2663 5   | ♠ 2660 6   | • 2022 7   | ◘ 25D8 8   | ○ 25CB 9   | ◙ 25D9 10  | ♂ 2642 11  | ♀ 2640 12   | ♪ 266A 13  | ♫ 266B 14  | ☼ 263C 15     |
| 1- | ► 25BA 16         | ◄ 25C4 17  | ↕ 2195 18  | ‼ 203C 19  | ¶ 00B6 20  | § 00A7 21  | ▬ 25AC 22  | ↨ 21A8 23  | ↑ 2191 24  | ↓ 2193 25  | → 2192 26  | ← 2190 27  | ∟ 221F 28   | ↔ 2194 29  | ▲ 25B2 30  | ▼ 25BC 31     |
| 2- | "Espacio" 0020 32 | ! 0021 33  | " 0022 34  | # 0023 35  | $ 0024 36  | % 0025 37  | & 0026 38  | ' 0027 39  | ( 0028 40  | ) 0029 41  | * 002A 42  | + 002B 43  | , 002C 44   | - 002D 45  | . 002E 46  | / 002F 47     |
| 3- | 0 0030 48         | 1 0031 49  | 2 0032 50  | 3 0033 51  | 4 0034 52  | 5 0035 53  | 6 0036 54  | 7 0037 55  | 8 0038 56  | 9 0039 57  | : 003A 58  | ; 003B 59  | < 003C 60   | = 003D 61  | > 003E 62  | ? 003F 63     |
| 4- | @ 0040 64         | A 0041 65  | B 0042 66  | C 0043 67  | D 0044 68  | E 0045 69  | F 0046 70  | G 0047 71  | H 0048 72  | I 0049 73  | J 004A 74  | K 004B 75  | L 004C 76   | M 004D 77  | N 004E 78  | O 004F 79     |
| 5- | P 0050 80         | Q 0051 81  | R 0052 82  | S 0053 83  | T 0054 84  | U 0055 85  | V 0056 86  | W 0057 87  | X 0058 88  | Y 0059 89  | Z 005A 90  | [ 005B 91  | \ 005C 92   | ] 005D 93  | ^ 005E 94  | _ 005F 95     |
| 6- | ` 0060 96         | a 0061 97  | b 0062 98  | c 0063 99  | d 0064 100 | e 0065 101 | f 0066 102 | g 0067 103 | h 0068 104 | i 0069 105 | j 006A 106 | k 006B 107 | l 006C 108  | m 006D 109 | n 006E 110 | o 006F 111    |
| 7- | p 0070 112        | q 0071 113 | r 0072 114 | s 0073 115 | t 0074 116 | u 0075 117 | v 0076 118 | w 0077 119 | x 0078 120 | y 0079 121 | z 007A 122 | { 007B 123 | \| 007C 124 | } 007D 125 | ~ 007E 126 | ⌂ 2302 127    |
| 8- | Ç 00C7 128        | ü 00FC 129 | é 00E9 130 | â 00E2 131 | ä 00E4 132 | à 00E0 133 | å 00E5 134 | ç 00E7 135 | ê 00EA 136 | ë 00EB 137 | è 00E8 138 | ï 00EF 139 | î 00EE 140  | ì 00EC 141 | Ä 00C4 142 | Å 00C5 143    |
| 9- | É 00C9 144        | æ 00E6 145 | Æ 00C6 146 | ô 00F4 147 | ö 00F6 148 | ò 00F2 149 | û 00FB 150 | ù 00F9 151 | ÿ 00FF 152 | Ö 00D6 153 | Ü 00DC 154 | ø 00F8 155 | £ 00A3 156  | Ø 00D8 157 | × 00D7 158 | ƒ 0192 159    |
| A- | á 00E1 160        | í 00ED 161 | ó 00F3 162 | ú 00FA 163 | ñ 00F1 164 | Ñ 00D1 165 | ª 00AA 166 | º 00BA 167 | ¿ 00BF 168 | ® 00AE 169 | ¬ 00AC 170 | ½ 00BD 171 | ¼ 00BC 172  | ¡ 00A1 173 | « 00AB 174 | » 00BB 175    |
| B- | ░ 2591 176        | ▒ 2592 177 | ▓ 2593 178 | │ 2502 179 | ┤ 2524 180 | Á 00C1 181 | Â 00C2 182 | À 00C0 183 | © 00A9 184 | ╣ 2563 185 | ║ 2551 186 | ╗ 2557 187 | ╝ 255D 188  | ¢ 00A2 189 | ¥ 00A5 190 | ┐ 2510 191    |
| C- | └ 2514 192        | ┴ 2534 193 | ┬ 252C 194 | ├ 251C 195 | ─ 2500 196 | ┼ 253C 197 | ã 00E3 198 | Ã 00C3 199 | ╚ 255A 200 | ╔ 2554 201 | ╩ 2569 202 | ╦ 2566 203 | ╠ 2560 204  | ═ 2550 205 | ╬ 256C 206 | ¤ 00A4 207    |
| D- | ð 00F0 208        | Ð 00D0 209 | Ê 00CA 210 | Ë 00CB 211 | È 00C8 212 | ı 0131 213 | Í 00CD 214 | Î 00CE 215 | Ï 00CF 216 | ┘ 2518 217 | ┌ 250C 218 | █ 2588 219 | ▄ 2584 220  | ¦ 00A6 221 | Ì 00CC 222 | ▀ 2580 223    |
| E- | Ó 00D3 224        | ß 00DF 225 | Ô 00D4 226 | Ò 00D2 227 | õ 00F5 228 | Õ 00D5 229 | µ 00B5 230 | þ 00FE 231 | Þ 00DE 232 | Ú 00DA 233 | Û 00DB 234 | Ù 00D9 235 | ý 00FD 236  | Ý 00DD 237 | ¯ 00AF 238 | ´ 00B4 239    |
| F- | SHY 00AD 240      | ± 00B1 241 | ‗ 2017 242 | ¾ 00BE 243 | ¶ 00B6 244 | § 00A7 245 | ÷ 00F7 246 | ¸ 00B8 247 | ° 00B0 248 | ¨ 00A8 249 | · 00B7 250 | ¹ 00B9 251 | ³ 00B3 252  | ² 00B2 253 | ■ 25A0 254 | NBSP 00A0 255 |
|    | —0                | —1         | —2         | —3         | —4         | —5         | —6         | —7         | —8         | —9         | —A         | —B         | —C          | —D         | —E         | —F            |